# Richard David Precht
Richard David Precht nació el 8 de diciembre de 1964 en Solingen, Renania del Norte-Westfalia, es filósofo, periodista, y autor. Estudió germanística, filosofía e historia del arte en la Universidad de Colonia donde recibió su doctorado en 1994. De 2005 a 2008 fue presentador del programa Tageszeichen (señales diarias) de WDR 3 y en 2011 fue copresentador de Sternstunden Philosophie (momentos estelares de la filosofía) de la televisión de la Suiza alemana. Desde septiembre de 2012 la ZDF (segunda red alemana de televisión) transmite el programa Precht. Fue profesor asociado (Honorarprofessor en alemán) de filosofía de la Universidad de Lüneburg, y del Conservatorio de Música Hanns Eisler de Berlín.